# إيفيلين بيرس
إيفيلين بيرس (بالإنجليزية: Evelyn Peirce) هي ممثلة أمريكية، ولدت في 5 فبراير 1908 في ديل ريو في الولايات المتحدة، وتوفيت في 9 أغسطس 1960 في أويستر باي في الولايات المتحدة بسبب مرض.

## وصلات خارجية
- إيفيلين بيرس على موقع IMDb (الإنجليزية)
- إيفيلين بيرس على موقع أول موفي (الإنجليزية)
- إيفيلين بيرس على موقع قاعدة بيانات الأفلام السويدية (السويدية)
- إيفيلين بيرس على موقع قاعدة بيانات الفيلم (الإنجليزية)
- إيفيلين بيرس على موقع كينوبويسك (الروسية)